# Расизм

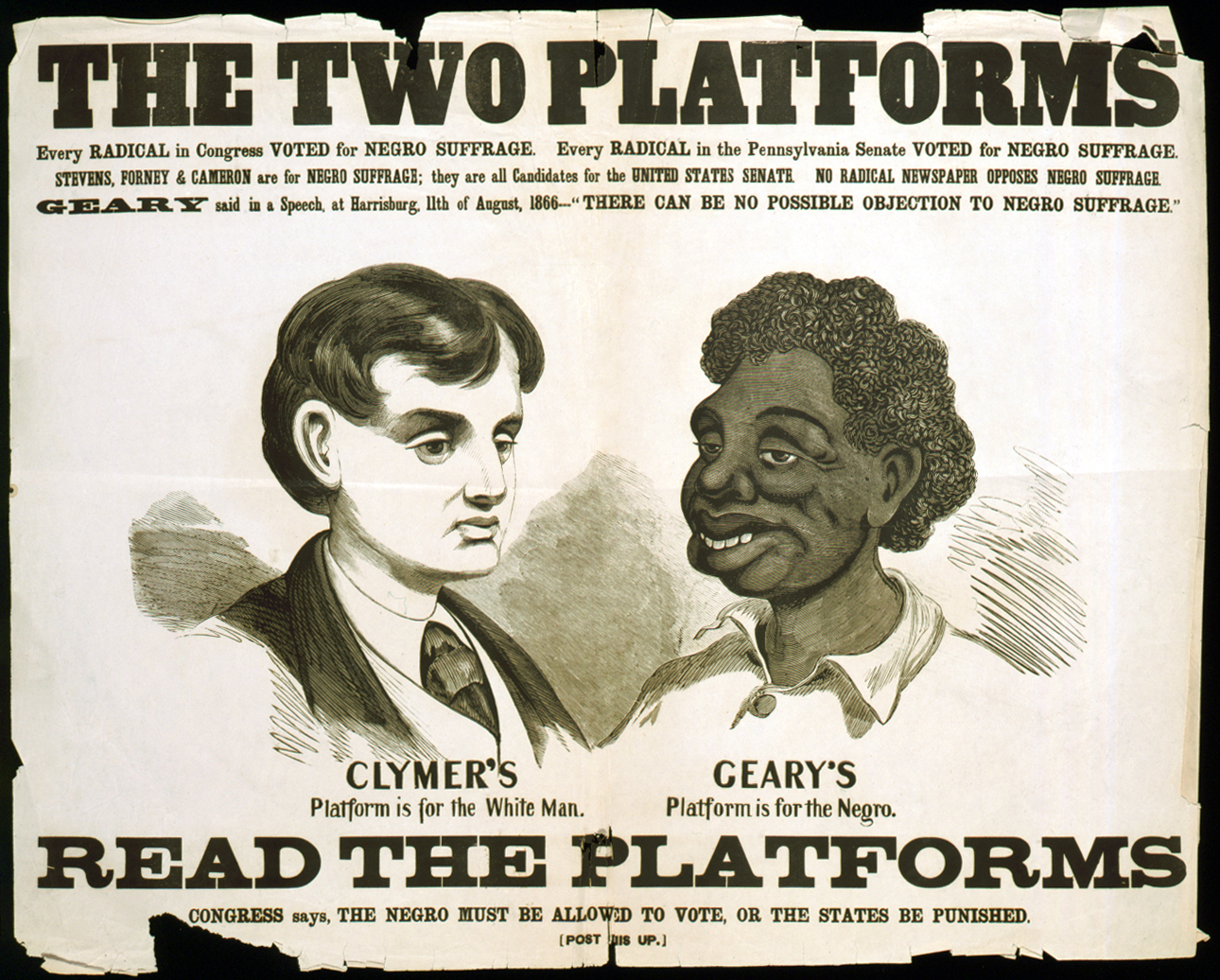
Політичний постер з виборів губернатора Пенсильванії в 1866 році

Раси́зм (фр. racisme, від race — рід, порода) — політична ідеологія, що стверджує вищість одних рас чи етносів над іншими та упередження й дискримінація, пов'язані з такою вірою. Підставою для расизму є науково необґрунтовані політичні теорії, що виводять з біологічних особливостей людських рас (колір шкіри, структура та колір волосся, риси обличчя, будова тіла тощо) їхню нерівноцінність, обґрунтовують поділ на «вищі» раси (творців цивілізації) і «нижчі», не здатні до самостійного культурного прогресу. За расистськими теоріями люди різних рас розрізняються за соціально-біологічною поведінкою.
Расистська ідеологія виправдовує соціальну й національну нерівність, обґрунтовуючи її біологічними особливостями. Ця різниця, як стверджують науковці та послідовники расистських теорій, зумовлена механізмами спадковості і не зникає повністю у результаті виховання, соціалізації та інших культурних процесів. Такі теорії є підставою для расової дискримінації та різного ставлення до людей та їхніх спільнот залежно від приналежності до цих груп.
Хоча суспільні науки розрізняють поняття «раса» та «етнічність», у популярному вжитку й в старій науковій літературі ці два терміни часто означають одне й те ж. Слово «етнічність» часто вживається у значенні, яке традиційно приписується слову «раса»: поділ людей на групи за ознаками, що вважаються суттєвими або вродженими (наприклад, спільне походження або характерна поведінка). Тому терміни расизм та расова дискримінація часто вживаються тоді, коли мова йде про дискримінацію на етнічній чи культурній підставі, незалежно від того, чи різницю можна характеризувати як расову. Конвенція ООН про подолання усіх форм расової дискримінації не розрізняє терміни расова та етнічна дискримінація. У цій конвенції проголошено, що ідея вищості на расовій основі хибна з наукової точки зору, ганебна морально, несправедлива соціально й небезпечна — расовій дискримінації нема місця ніде, ні в теорії, ні на практиці.

## Специфіка расизму
Матеріалістичне підґрунтя появи й стійкості ідей расизму тісно пов'язане з біологічними, соціальними та економічними механізмами, що діють в людському суспільстві:
- Наявні різноманітні види расизму:«білий», «чорний», «жовтий» та ін., що взаємно заперечують постулати один одного.
- Еволюційними (статевий відбір). Расисти найбільш агресивно ставляться до представників інших рас власної статі (як чоловіки, так і жінки)[5].
- Еусоціальними (ксенофобія). Расизм притаманний насамперед немоноетнічним державам, на території яких проживають представники декількох рас, або державам, де домінує одна нація, але існує великий наплив чужорідних емігрантів. У країнах Західної Європи і Північної Америки як противага расизму існує також таке явище як заперечення реальності рас, що втілюється у крайню расову напруженість[5].
- Расова проблема 2000-х також актуалізується в Росії щодо українців, що спрямовує військові зусилля на знищення самобутньої української культури.[6] Зокрема з 2014 року Росія порушила близько 400 міжнародних договорів, в тому числі Конвенція ООН про ліквідацію всіх форм расової дискримінації. У 2017-му році Україна звернулася до Міжнародного суду ООН з позовом проти РФ, зокрема, щодо порушення цієї Конвенції щодо політики дискримінації росіянами етнічних українців і кримських татар у тимчасово окупованому Криму.[7]

## Історія
Расизм як соціальне явище не є ані недавнім винаходом, ані суто європейським. Як вид ксенофобії расизм притаманний людям здавна. Ще за часів древніх царств Стародавнього Сходу тогочасні рабовласники пояснювали соціальну нерівність між ними й рабами законами природи, які зробили їх антропологічно відмінними від підкорених народів.
Історично найбільшого прояву зазнав «білий» расизм з початком Великих географічних відкриттів. Расизм як політична теорія виник під час європейських колоніальних експансій XVI—XVII століть задля «теоретичного» обґрунтування. Коли європейські держави захопили значні території, населені людьми різко відмінних за антропологічним типом, виникла потреба, з одного боку, пояснити, чому всюди у світі європейці захоплюють чужі країни, а не навпаки, а, з іншого, виправдати таку політику. Найпростіше пояснення полягало в проголошенні однієї раси «повноцінною», а інших — «неповноцінними», тобто по суті в позбавленні неєвропейців права називатися справжніми людьми, та пояснення переваги європейців як вродженої властивості. Заснований на принципах зверхності представників європеоїдної раси над народами що володіли більш примітивними технологіями, він ідеологічно обґрунтовував підкорення «відсталих» народів завданням «просвітництва» й «цивілізаторства», покликом сумлінної відповідальності більш інтелектуально розвинених за своїх менш культурних «братів менших», що «відстали» на еволюційному шляху.
У середині XIX столітті набула поширення комплексна антрополінгвістична класифікація, де до суто біологічних ознак рас додавались лінгвістичні, психологічні й культурологічні ознаки. Ідеологами расизму стали такі французькі мислителі як Жозеф Артюр де Гобіно (чотиритомний «Нарис про нерівність людських рас»; 1853—1855) та Жорж Ваше де Лапуж, що започаткували ряд расистських теорій та соціологічних концепцій (нордизм, антропосоціологія). Засновник антропологічної школи в соціології Гобіно ідеалізував досконалість «арійської раси», а серед її представників особливо виокремлював німців. У цей час в Англії та Франції розвиваються ідеї «чистоти» рас. Згідно якої соціально-культурна та політична відсталість окремих народів пояснюється метисацією між «чистими» расами, внаслідок чого втрачаються й розмиваються разом з кров'ю прогресивні риси людської природи, відбувається поступова примітивізація внутрішніх мотивів, деградація особистості, здичавіння й повернення назад, так би мовити, до природи. Тому на шляху людського поступу успішними можуть залишатись лише ті народи, що бережуть етнічну чистоту. Такі ідеї тісно переплітались з теоріями соціального дарвінізму й мальтузіанством.
Послідовник Гобіно, англійський письменник і засновник аріохристиянства Г'юстон Стюарт Чемберлен у своїй праці «Основи XIX століття» (1899) розвинув теорію про «вищість арійської раси». Жорж Лапуж у Франції,
Френсіс Гальтон і Бенджамін Кідд в Англії, а у Німеччині Людвіг Вольтман, Отто Аммон і Г'юстон Чемберлен пропагували євгеністичні методи «покращення» як для підкорених народів, так і для нижчих соціальних верств власних націй.
Американські мальтузіанець Вільям Фогт та екологічний детермініст, професор географії Елсворт Гантінгтон висунули ідею переваги англосаксонської раси над усіма народами світу. Пізніше їхні ідеї доповнились концепцією психорасизму, що стверджує, ніби відсталі народи психологічно не підготовлені до самостійного розвитку, «науково» виправдовував неоколоніалізм, «керованість» одних рас іншими.
У міжвоєнний період расистські та національно-шовіністичні ксенофобські ідеї, природні людському єству системі імпринтингу «свій-чужий», лягли на підживлений поразкою у Першій Світовій війні з подальшим приниженням з боку переможців ґрунт німецького суспільства й знайшли жвавий відгомін у людиноненависницькій ідеології зверхності «арійської раси». Расизм набрав форм фашизму й неофашизму. У націонал-соціалістичній Німеччині це була офіційна ідеологія, яка обґрунтовувала війни за ресурси й розширення території, геноцид окремих «нижчих» народів. Головний нацистський ідеолог Альфред Розенберг у своїй праці «Міф XX століття» (1930) розглядав раси як головний суб'єкти історії, а саму історію — як боротьбу рас за панування і володіння світом. Ідеологи расизму стверджували, що расам і націям належить монополія на державну владу, політичне лідерство та панування, право на користування всіма благами цивілізації. Нижчі ж раси позбавляються підтримки держави та захисту з боку законів і права, вони приречені на залежність, відсталість і, як прояв вищого ступеня милосердя, винищення. Гітлерівський режим у «боротьбі за чистоту раси» в Німеччині та на окупованих територіях (у тому числі й України) здійснював політику геноциду, знищивши мільйони євреїв, циган, слов'ян та інших народів.

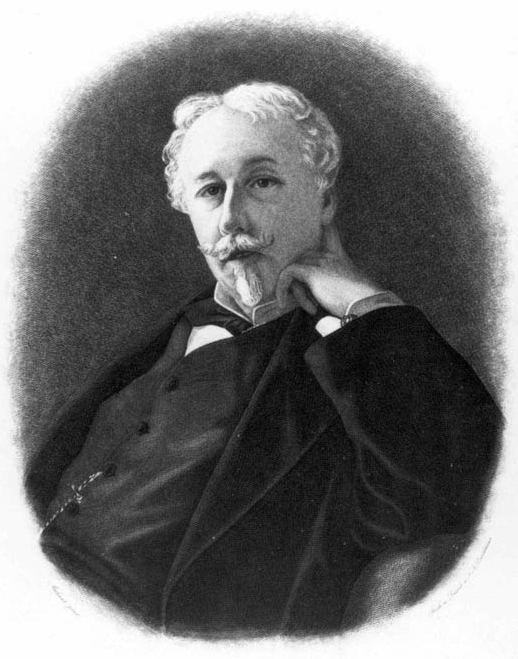
Жозеф Артюр де Гобіно
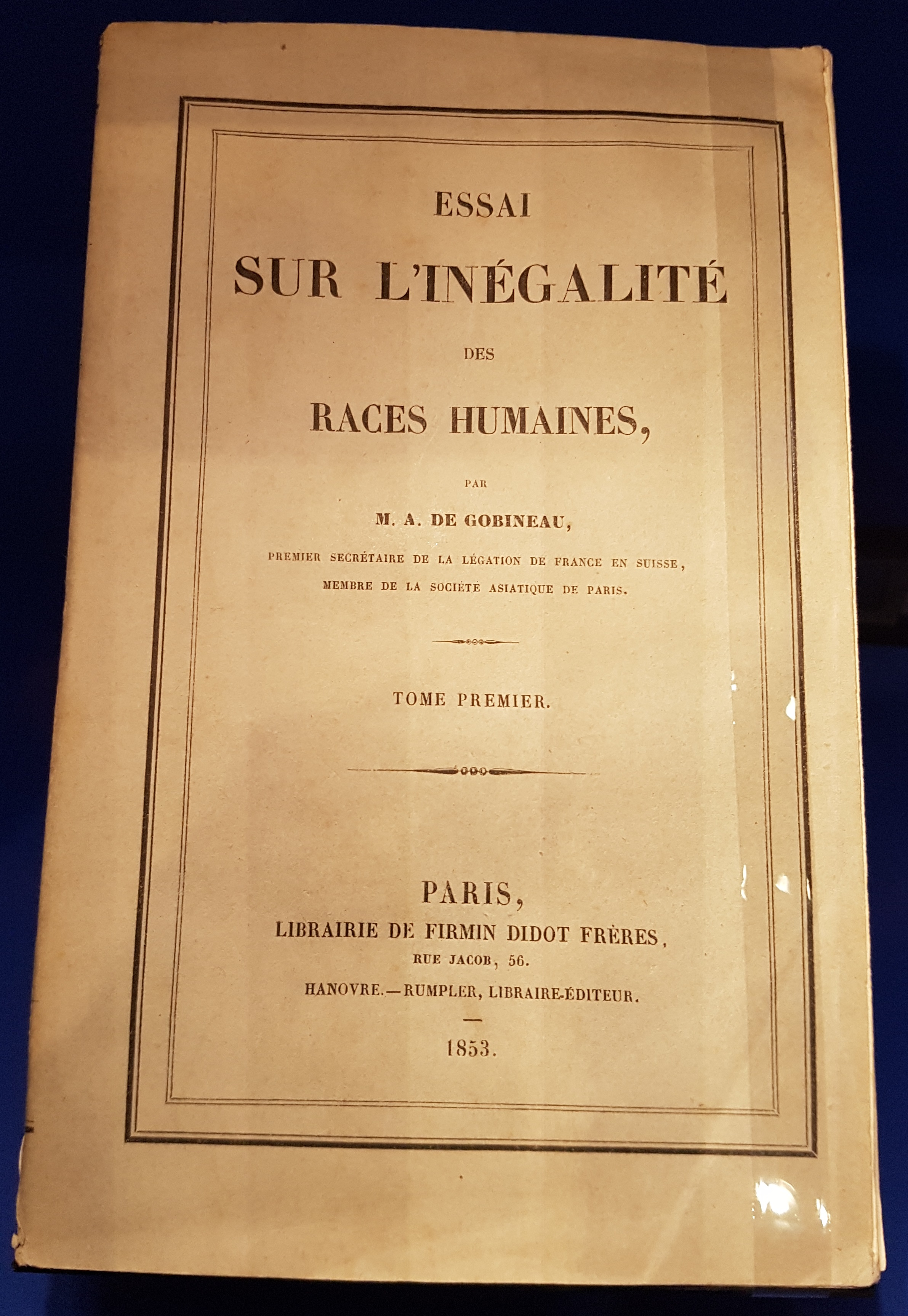
«Нарис про нерівність людських рас»
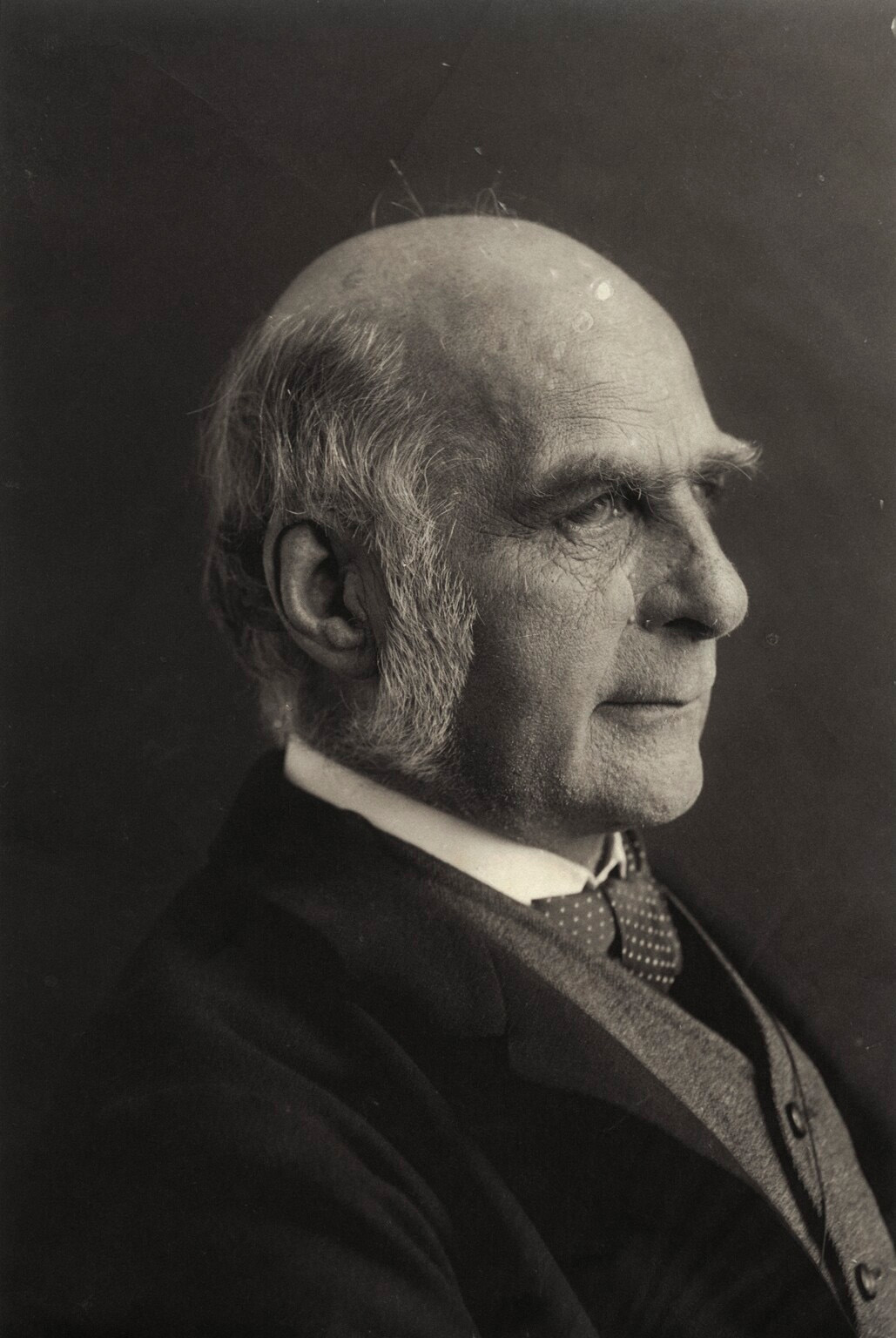
Френсіс Гальтон
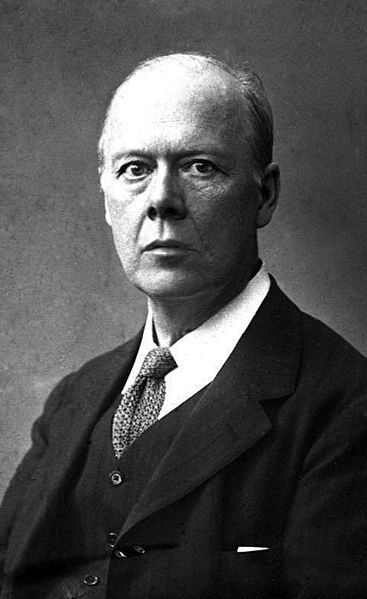
Г'юстон Стюарт Чемберлен
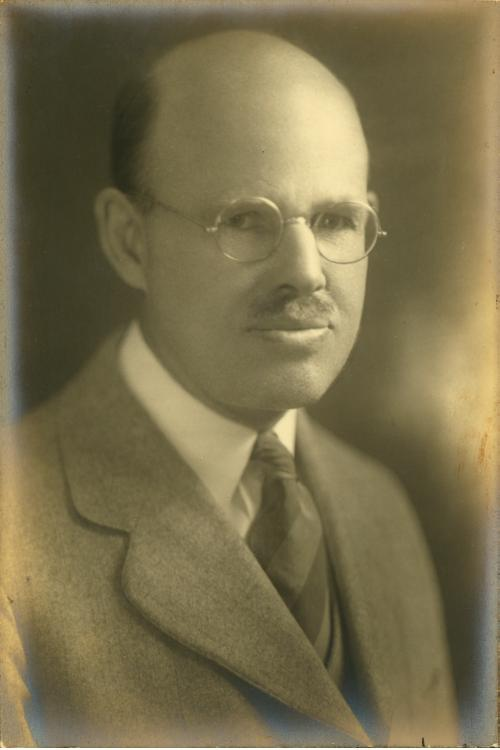
Елсворт Гантінгтон
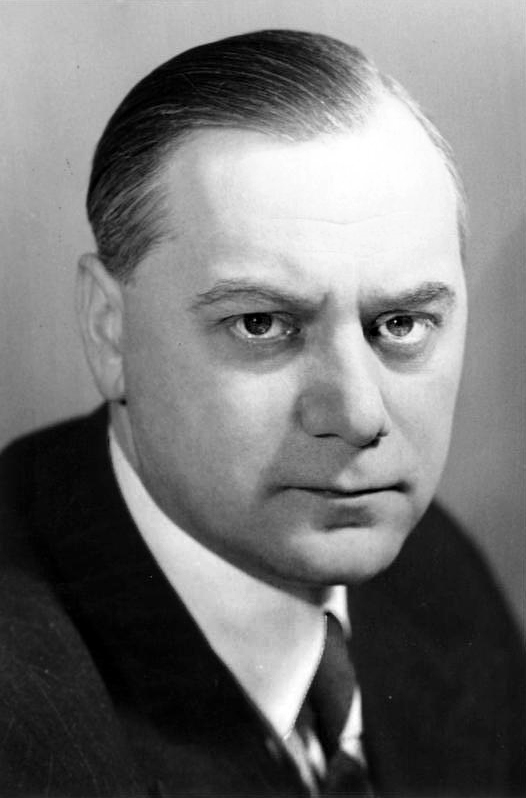
Альфред Розенберг
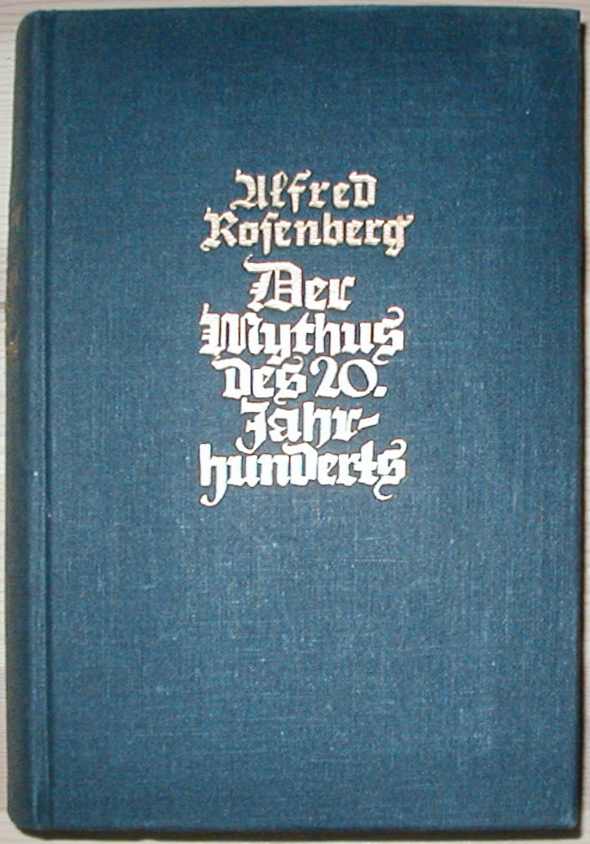
«Міф двадцятого століття»

Трагічні події з винищення мільйонів людей лише за певними антропометричними даними на основі вигаданої провини наклали певне моральне табу в західному суспільстві на будь-які антропометричні дослідження. ЮНЕСКО у 1950, 1951, 1967 та 1978 роках було підготовлено 4 заяви стосовно «Расового питання», авторами, доповідачами, редакторами і критиками в яких були провідні спеціалісти того часу: антропологи Ешлі Монтегю, Ернест Біглголм, Хуан Комас, соціологи Луїс де Агіар Коста Пінто, Франклін Фрейзер, Моріс Гінзберг та Клод Леві-Строс, індійський письменник Хумаюн Кабір. У той же самий час деякі американські антропологи у повоєнний час підхопили європейські ідеї «боротьби рас», висунули ідею «зверхності» англосаксонської раси та її «цивілізаторську місію».
Не додавало зваженості в оцінці расових наукових досліджень й існування довгий повоєнний час дискримінації, сегрегації за расовою ознакою в південних штатах США, південноафриканський апартеїд, затягування процесу деколонізації у Великій Британії та Франції. У США й досі поширена расова дискримінація щодо корінних народів, афро- і латиноамериканського населення. «Джимкроуїзм» — політика расової сегрегації, тобто проживання негритянського населення в окремих районах-гетто, навчання в окремих закладах, проїзд у спеціально відведених частинах транспорту тощо — був офіційно заборонений рішенням Верховного суду 1954 року. У Південно-Африканській Республіці у післявоєнний час був панівною ідеологією, використовувався правлячими колами для виправдання сегрегації і апартеїду, що обмежував права кольорових на працю, вибір місця проживання, позбавляв їх багатьох громадянських прав. За що уряд цієї країни піддавався санкціям з боку міжнародного суспільства. Цей стан було ліквідовано на початку 1990-х років.

## Використання поняття та дотичні поняття
Ідеалістичні постулати концепції расизму:
- «незмінність людської природи»,
- перманентна «расова боротьба»,
- існування «вищих» і «нижчих» рас[2].

Головний постулат расизму не відповідає сучасним дослідженням у генетиці, яка не вбачає зв'язків навіть між окремими фізичними ознаками людини, що у різних груп популяцій можуть кодуватись різними генетичними механізмами. Представники будь-якої раси вільно схрещуються й дають плодовите потомство з представниками будь-якої іншої, що доводять різноманітні метисні групи.
У XIX столітті багато науковців були прихильниками ідеї, що людська популяція поділена на окремі раси. Це часто використовувалося для виправдання колоніалізму та різного ставлення до різних груп населення. Такі теорії узагальнюють під поняттям науковий расизм. Якщо ж має місце практика ставлення до певних груп як до привілейованих та порушення прав певних груп, яке ґрунтується на расових характеристиках, то таке явище називається інституційним расизмом[джерело?].
Наразі більшість біологів, антропологів та соціологів відкидають ідеї наукового расизму, натомість дослідники звертають увагу на такі фактори формування рас як географія, етнічність та історія ендогамії.
Ті, хто вважають, що особам, яких можна віднести до однієї раси, притаманні певні внутрішні ознаки радше називають себе расиалістами, а не расистами, щоб уникнути негативної конотації. Термін расиалізм не несе у собі оціночного судження та є більш відповідним для наукового аналізу та дискусій[джерело?].
Також існує таке поняття, як Прихований Расизм. Коли людина не вважає себе расистом, і не говорить про це прямо, але натякає на це. Може використати прихований расизм в розмові про Антирасизм, використовуючи Іронію.
Поняття расизм із його характерним закінченням -изм стало прикладом для словотворення термінів, що означають різні види упереджень, як сексизм, ейджизм, аблеїзм тощо. Расизм тісно пов'язаний з соціальним дарвінізмом, мальтузіанством, євгенікою, антисемітизм (насамперед расовий), націоналізмом, шовінізмом та гомофобією.

## Типи

### Расова дискримінація

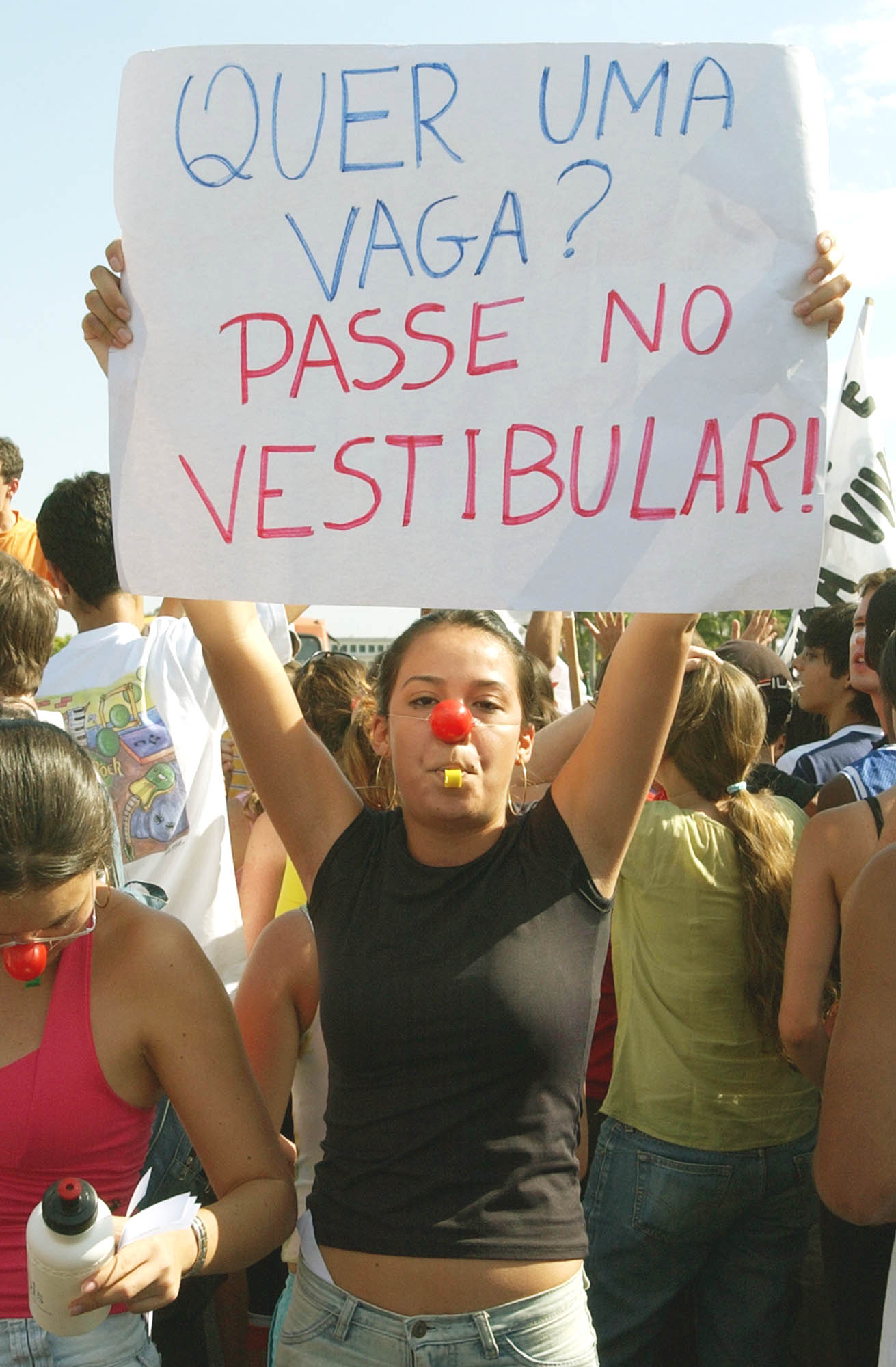
Студенти протестують проти расових квот у Бразилії. Напис на плакаті: «Хочеш місце? Пройди вступний іспит!»

У Міжнародній конвенції про ліквідацію всіх форм расової дискримінації зазначено: 
|  | «Расова дискримінація означає будь-яке розрізнення, виняток, обмеження чи перевагу, засновані на ознаках раси, кольору шкіри, родового, національного чи етнічного походження, метою або наслідком яких є знищення або применшення визнання, використання чи здійснення на рівних засадах прав людини та основних свобод у політичній, економічній, соціальній, культурній чи будь-яких інших галузях суспільного життя». «Поняття „расової дискримінації“ не застосовується до відмінностей, винятків, обмежень чи переваг, що їх Держави-учасниці Міжнародної конвенції про ліквідацію всіх форм расової дискримінації проводять чи роблять між громадянами і негромадянами.» |

### Культурний расизм (нео-расизм)
Першопочатково расизм будувався на наявності зовнішніх природних відмінностей між людьми, таких, що людина не може їх змінити /колір шкіри, географічне місце народження, належність до певного етносу/. Надалі цю ідею замінив культурний расизм, як наслідок проявів націоналізму через етнічну різноманітність сучасного суспільства. Ідея культурного расизму полягає у культурних відмінностях окремих людей чи спільнот чим пояснює їх соціальне становище, та вказує на несумісність таких людей чи спільнот з іншими групами.

### Інтелектуальний расизм
Інтелектуальний расизм постулює тісний зв'язок фенотипових ознак з рівнем інтелекту. З чого обґрунтовує зверхність одних рас над іншими за ознаками інтелекту.

### Інституційний расизм
Інституційний расизм — це расова дискримінація із боку державних структур, корпорацій, релігійних та освітніх інституцій або ж інших організацій, що мають вплив на життя великої кількості індивідів. У 1960-х цей термін увів у вжиток Столкі Кармайкл.
Маулана Каренга зазначав, що расизм деструктивно впливає на культуру, мову, релігію та людські можливості загалом.

### Економічний расизм
Часто економічна та соціальна нерівність є формою дискримінації, що тісно пов'язана із расизмом. Атіла Мелег стверджує, що поява капіталізму тісно пов'язана із явищем колоніалізму, а відповідно і расизму. У 18 сторіччі європейські країни колонізували частину світу, до чого активно були залучені компанії, зокрема Ост-Індійські компанії Британії, Нідерландів. Саме економічні структури, компанії розподіляли між собою території та займалися накопиченням капіталу із колоніальних території. У цьому процесі компаніям сприяли держава та церква. Але, на думку Атіли Мелега, одним із найважливіших інститутів, що сприяв розвитку капіталізму за допомогою колоніалізму, був саме расизм.
Словами Мелега:
| Ліві лапки | Якщо ви підкорюєте різні народи, то вам доводиться пояснювати, звідки у вас на це право, в тому числі й самим собі. | Праві лапки |

### Екологічний расизм
Суть екологічного расизму полягає у тому, що сміттєзвалища (а також контейнери з особливо їдкими, отруйними, радіоактивними відходами) зберігають чи утилізують в "країнах третього світу", або в регіонах мешкання кольорового населення.

### Інші види
У країнах, де чутливість до расових питань та расової дискримінації дуже висока, виділяють також сором'язливі типи расизму, в яких ворожість до представників іншої раси чи етносу не декларується прямо, а ховається за ширмою не зовсім щирих принципів. Сюди належить, наприклад, уникання — люди спілкуються тільки в межах своєї групи й уникають спілкування з людьми інших рас чи етносів. Інший тип — декларування того, що раса не відіграє жодної ролі (наприклад, при наймі). У цьому випадку представник меншини не має шансів отримати роботу, бо представників більшості більше. Ще один тип — проголошення, «що вони інші», не нижчі, не вищі, а інші. Таке проголошення веде до ізоляції меншин.

## Ідеологія расизму
Ідеологія расизму почала своє існування у 19 столітті як «науковий расизм», течія в антропології, що намагалася встановити расову класифікацію людства. Подібні расистські теорії, що активно використовувалися впродовж Другої світової війни та Голокосту, расизм та расова дискримінація досі залишаються поширеними у всьому світі. Відповідно до цих поглядів культуру створюють етнічні групи, і вона повністю детермінована расовими характеристиками. Культура та раса тісно переплетені та часто залежать одна від одної, цей зв'язок підтверджується національністю та мовою.
Опираючись на націоналістичні та етноцентричні цінності, концепт вищості певної раси розвився до відділення від інших культур, що вважалися нижчими або нечистими. Таке фокусування на культурі зберігається у сучасному визначенні расизму: «Причиною расизму є не існування рас. Він створюється у процесі соціального розмежування на категорії: будь хто може бути расово дискримінованим, незалежно від його тілесних, культурних та релігійних особливостей.»
Таке визначення расизму ігнорує біологічну основу расизму, і це досі є предметом дискусій. Словами Давида Рові: «Расистський концепт, хоча часто і під іншими іменами, буде застосовуватися у біології та інших галузях науки.»
Наслідками расизму є такі явища як соціальна дискримінація, расова сегрегація, мова ворожнечі та насилля (погроми, геноциди та етнічні чистки). У більшості країн расова дискримінація не дозволена законом, але проявляється у таких формах як расові стереотипи, гумор чи расово забарвлені епітети у повсякденій мові.
Антирасизм також часто стає джерелом політичних маніпуляцій[джерело?]. Політики вдаються до захисту расових меншин із тим, щоб отримати більше голосів[джерело?]. Деякі тоталітарні режими вдавалися до пропаганди антирасизму, не відмовляючись від обскурантизму та обмеження жінок у правах.

## Расизм у різних країнах світу

### Ізраїль
```
в 
Ізраїлі
 найчастіше спостерігається між арабами і євреями Ізраїлю. Попри те, що законодавство Ізраїлю забороняє дискримінацію за релігійними та політичними поглядами, зазначається, що в Ізраїлі досить велике число 
[
24
]
, причому об'єктами р та дискримінації є не тільки але також іноземні робітники, біженці з Африки, і навіть євреї, які приїжджають з інших країн, у тому числі Росії, Ефіопії, а також різні релігійні громади
[
24
]
.
```

Згідно з соціологічним опитуванням, проведеним професором Хайфського університету Самі Смуха (Sammy Smooha), в ізраїльському суспільстві наростає як радикалізація ізраїльських арабів, так і почуття відчуження ізраїльських євреїв від арабів.
Ісламські оглядачі також критикують Ізраїль:
|  | Ізраїльська «демократія» не визнає рівності прав і свобод усіх громадян без винятку, незалежно від раси, національності, віросповідання; її можна порівняти хіба лише з ладом Римської імперії, коли за благополуччям римських громадян стояло безправ'я і злидні рабів. |

### Італія
В Італії часів фашизму расизм був державною ідеологією: Було прийнято дискримінаційні закони:
- 19 квітня 1937 — декрет про заборону змішання з ефіопами[28]
- 30 грудня 1937 — декрет про заборону змішання з арабами[28]
- 17 листопада 1938 — декрет про заборону змішання з євреями і заборону євреям перебувати на державній та військовій службі[29]

Ці закони було скасовано після падіння фашизму в 1943 році.

### Південно-Африканська Республіка
У 1973 році Генеральна асамблея ООН прийняла Міжнародну конвенцію «про припинення злочину апартеїду і покарання за нього», що набрала чинності в 1976 році. «Злочинним» режим апартеїду називався через расову сегрегацію європеоїдного і негроїдного населення Південно-Африканської Республіки.
Після ліквідації апартеїду та успіху антиколоніальної боротьби, в результаті якої в ПАР, Південній Родезії і Намібії до влади прийшли фінансовані СРСР та комуністичним Китаєм партії, що представляють інтереси чорних терористичних організацій, (зокрема ЗАНЛА в Родезії), в цих країнах з'явилися характерні ознаки расизму стосовно білих. Прояви чорного расизму супроводжувались масовим реквізуванням землі у білих фермерів, грабунком та зґвалтуваннями білих жінок. Так, в Зімбабве в 2008 році був прийнятий закон про те, що володіти будь-яким бізнесом в країні можуть тільки чорношкірі.

### Росія
Расизм у Росії має тенденцію до зростання та у багатьох росіян не викликає застереження чи осуду. Із дедалі більшим наростанням напруженості у відносинах між Росією і США, президент Барак Обама зазнавав серед росіян значної критики й особистих образ. І чимала частина такого ставлення виглядала відверто расистськи.

### Румунія
Згідно повідомлення компанії суспільного телерадіомовлення ВВС, Румунія відкликала свого посла в Кенії Драгоса Тігау та просила вибачення за те, що він порівняв африканців з мавпами. Посол зробив такі коментарі під час зустрічі в будівлі ООН у кенійській столиці Найробі 26 квітня 2023 року. «Будь-яка поведінка чи коментарі расистського характеру абсолютно неприйнятні», — додали в МЗС Румунії, висловивши надію, що це не вплине на їхні зв’язки з африканськими країнами.

### США
Расизм у США існував від часу заснування держави. Жертвами расизму стали небілі корінні жителі — індіанці — і чорношкірі раби. Боротьба південних штатів за збереження рабовласництва спричинила Громадянську війну 1861—1865 років, у якій перемогла республіканська Північ. Вияви расизму (расова сегрегація, злочини Ку-клукс-клану) траплялися на півдні аж до 1950-х — 1960-х років. У 2013 році Крістофер Дорнер вбив кілька людей, яких він звинуватив у расизмі.

### Україна
Увага! Цей розділ описує в основному довоєнне становище.
Україна — багатонаціональна різнокультурна країна, де расизм та етнічна дискримінація не є значною проблемою[неавторитетне джерело]. Однак, випадки насилля, в яких раса жертви відігравала значну роль, зафіксовано. Ці інциденти широко висвітлювалися в пресі й, зазвичай, засуджувалися всіма головними політичними силами. Human Rights Watch повідомляли, що расизм та ксенофобія залишаються в Україні глибоко вкоріненою проблемою. У 2012 році Європейська комісія проти расизму й нетерпимості повідомляла, що «терпимість до євреїв, росіян та циган, схоже, значно послабла з 2000 року, а в щоденному житті існують упередження проти інших груп, що створює для них складнощі з отриманням благ та послуг»

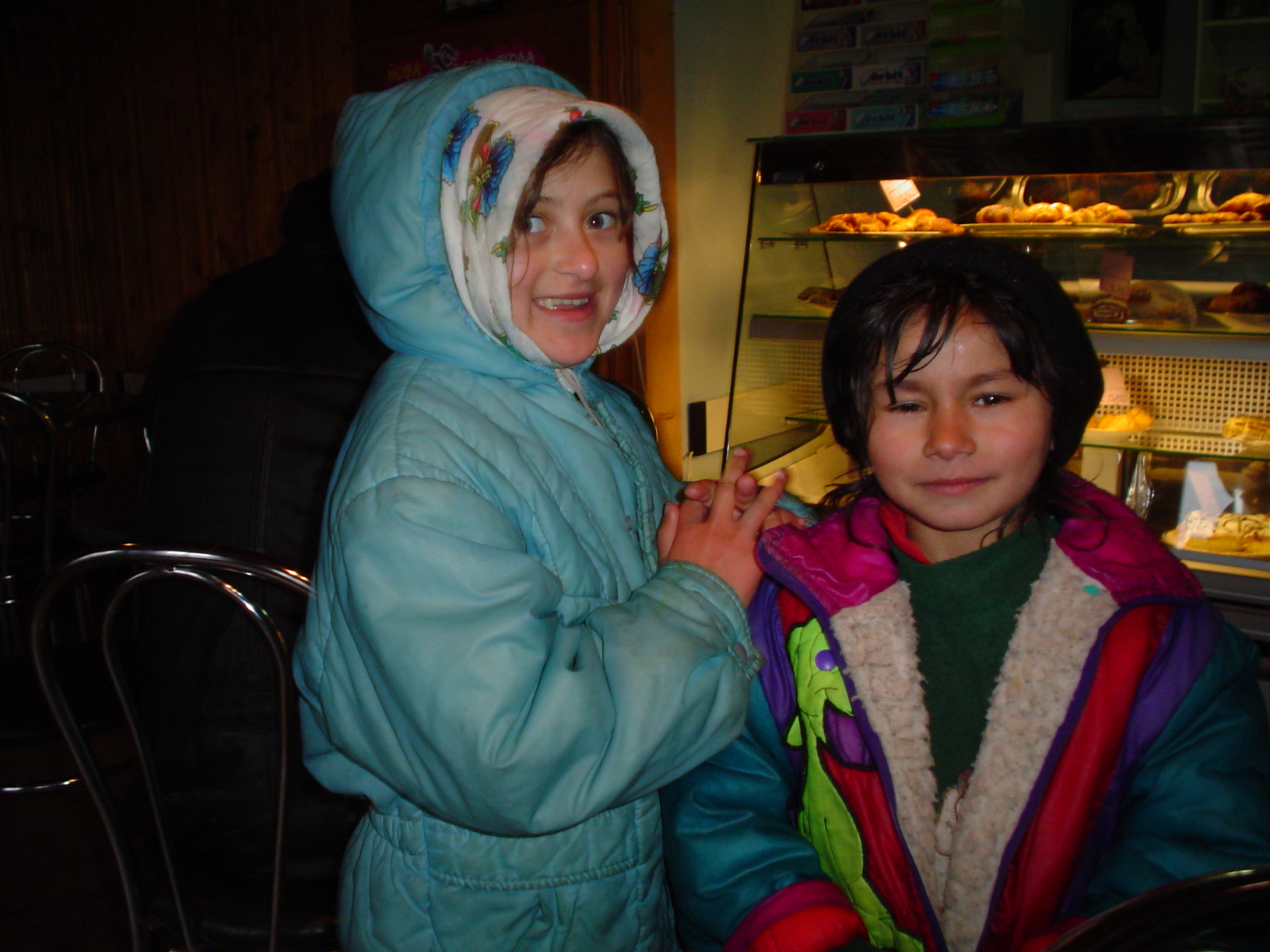
Циганські діти з Дубового (2004)

Упродовж 2009 року в Україні не було вчинено расово мотивованих убивств, і зафіксовано 10 випадків расового насилля. З 2006 по 2008 було здійснено 184 напади й 12 расово мотивованих убивств. Хоча на думку Олександра Фельдмана, президента Асоціації національно-культурних об'єднань України: «люди, що зазнають нападів на расовій основі не повідомляють про них у поліцію, а поліція часто не зараховує такі випадки як расово мотивовані, часто списуючи їх як домашнє насильство або хуліганство».
Опитування 2010 року, проведене Інститутом політичних та етнонаціональних досліджень імені Кураса показало, що 70 відсотків українців вважають ставлення народу до етнічних меншин конфліктним та напруженим.
18 червня 2015 року адміністрація ужгородського аквапарку відмовила студентам-іноземцям у відпочинку, а сам власник закладу, колишній мер Ужгорода Сергій Ратушняк, відомий антисемітськими висловлюваннями і нестриманістю, пояснив, що піклується про здоров'я мешканців міста і не пускатиме «сіфілісну і туберкульозну циганоту із всього світу».
28 липня 2015 року, у Мукачевому на Закарпатті темношкіру жінку з немовлям виштовхали пасажири з маршрутки. При цьому водій автобуса ще й викликав міліцію. На жінку одягли наручники, а оточуючи кричали «Прив'яжіть її до плота з дитиною»[неавторитетне джерело]

## Антирасизм
Під поняттям антирасизм розуміються переконання, дії, суспільні рухи, державне управління, що направлені на протидію расизму, ксенофобії, антисемітизму, апартеїду і етнічній дискримінації. Антирасизм направлений на досягнення свободи і рівноправності всіх людей незалежно від їхньої раси та національності, він пропагандує ідею того, що расизм має негативний вплив на суспільство та може бути подоланий за певних змін у економічному, політичному та соціальному житті.
Опір расизму існує вже давно, наприклад рух проти рабовласників, захист етнічних меншин від вигнання та депортації і рух, що протистоїть антисемітизму.
Саме поняття «антирасизм» з'явилося після звільнення Європи від фашизму, а саме в есе Жана-Поля Сартра «Чорний Орфей» (1948), присвяченому видатному африканському поетові, філософу, першому президенту Леопольду Седару Сенгору, головному теоретику філософсько-художньої течії «негритюд».
Фрідріх Тідеман був одним із перших, хто здійснив наукове оспорювання расизму. У 1836 році він, опираючись на краніометрію та заміри мозку, зроблені ним у європейців та африканців, спростував типові стереотипи європейців про те, що представники негроїдної раси мають менший мозок і тому інтелектуально є обмеженими.
На початку XX століття роботи таких антропологів та соціологів як Франц Боас, Марсель Мосс, Броніслав Малиновський, П'єр Кластр та Клод Леві-Строс, призвели до занепаду расизму в гуманітарних науках та встановлення культурного релятивізму як домінантної парадигми. Проти ідей расової неповноцінності у своїх працях виступали такі українські діячі науки і культури, як Михайло Максимович, Іван Франко, Микола Миклухо-Маклай.

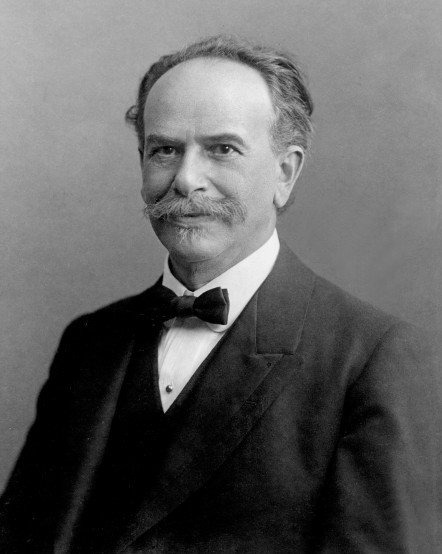
Франц Боас
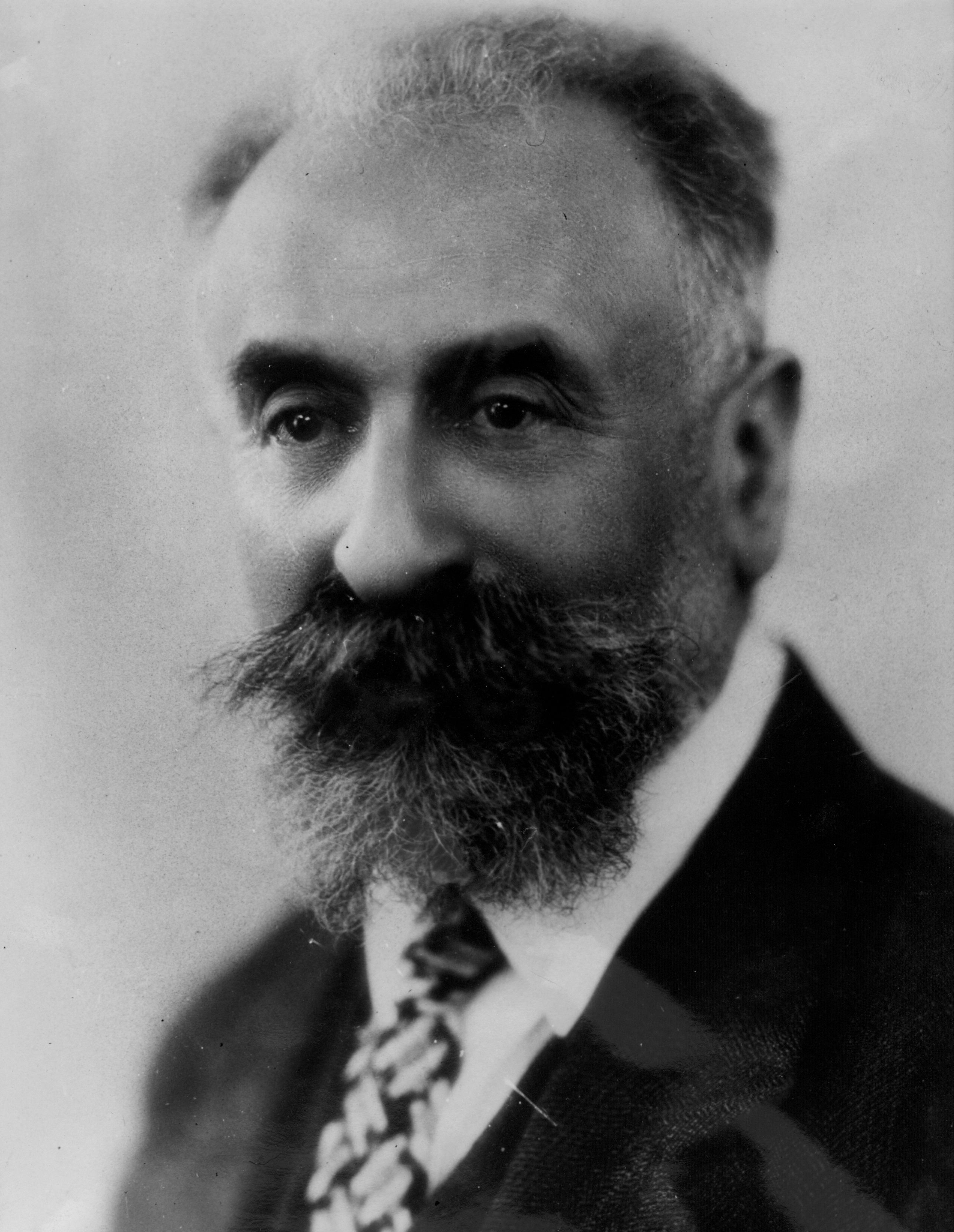
Марсель Мосс
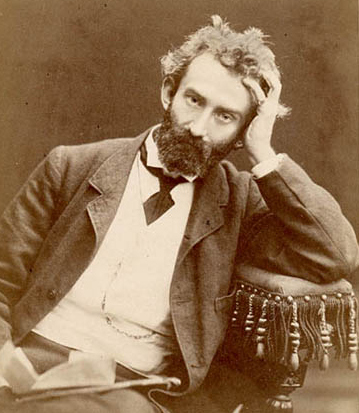
Микола Миклухо-Маклай
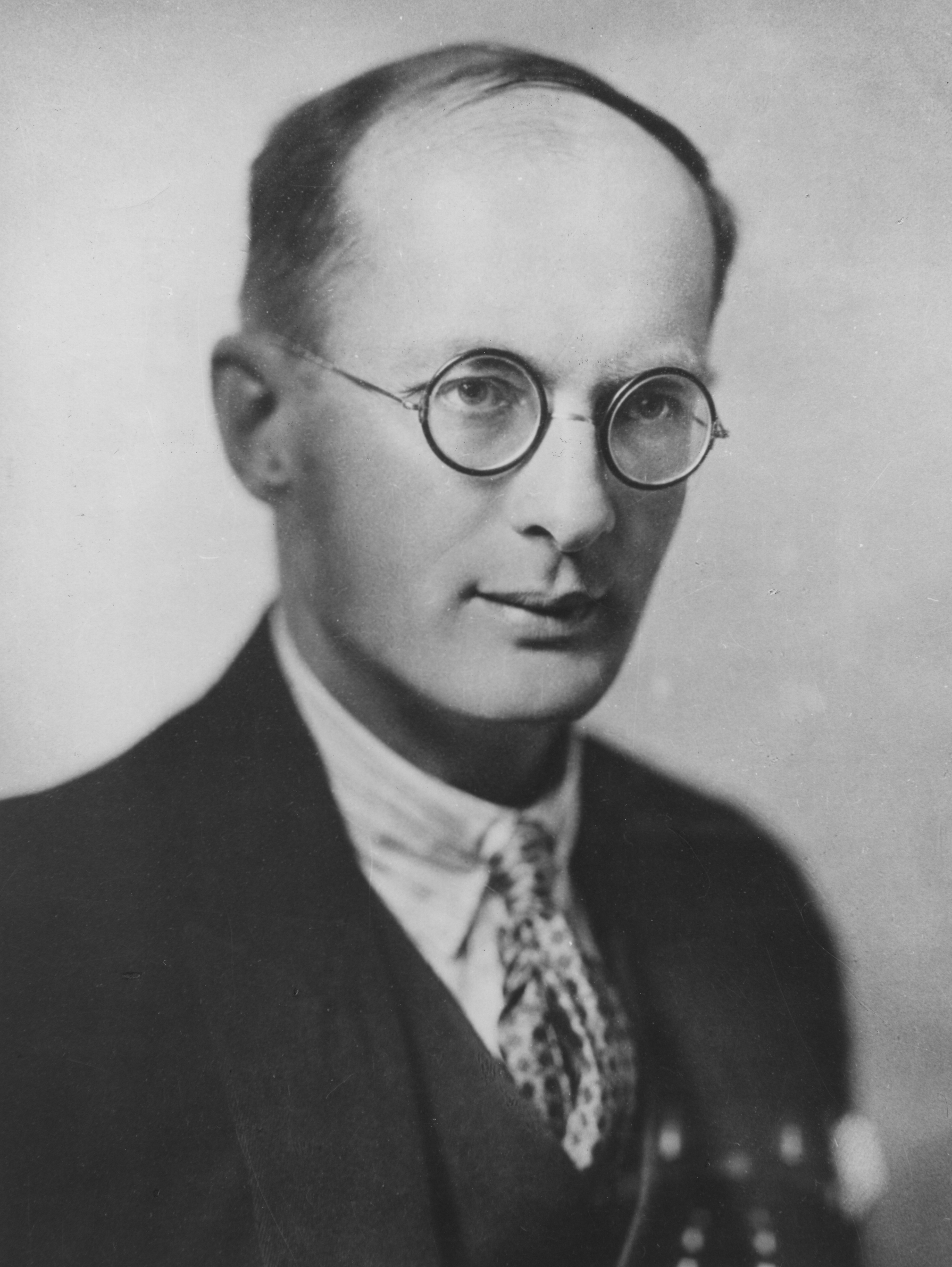
Броніслав Малиновський
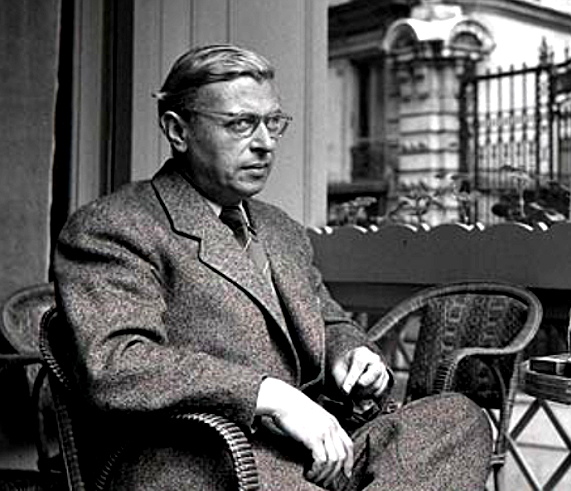
Жан-Поль Сартр
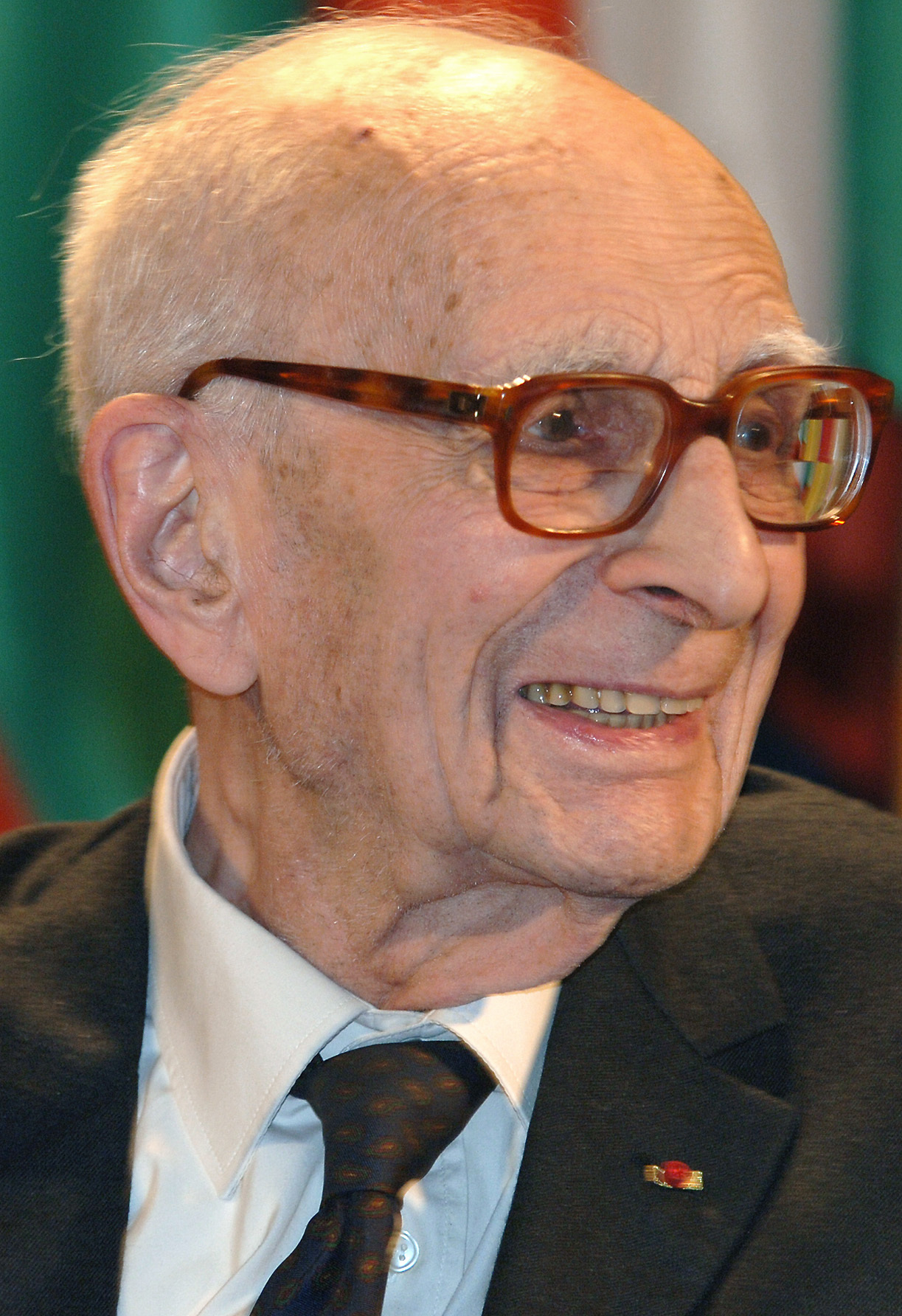
Клод Леві-Строс

У головних міжнародних документах закріплені положення про рівність прав усіх народів і необхідність поважати права і свободи кожної людини незалежно від раси, статі, мови і релігії: Статут ООН (1945), Загальна декларація прав людини (1948), Міжнародні пакти про права людини (1966). Окрім того були прийняті спеціалізовані антирасистські міжнародні документи, що охарактеризовують будь-які прояви расової зверхності або дискримінації як науково хибні, морально ганебні та соціально небезпечні: Конвенція про запобігання злочину геноциду та покарання за нього (1948), Декларація ООН про ліквідацію усіх форм расової дискримінації (1963), Міжнародна конвенція про ліквідацію всіх форм расової дискримінації (1965). У цих документах міститься заклик до всіх держав не підтримувати расизм, всіма засобами протидіяти йому, запровадити покарання за поширення расистських ідей, що є злочином проти людства. 1978 року ЮНЕСКО проголосила Декларацію про расу і расові передсуди, в якій наголошується, що всі люди належать до одного роду, мають спільне походження і становлять невід'ємну частину людства. Отже особливості окремих представників різних рас жодним чином не свідчать про інтелектуальні, соціальні або якісь інші переваги або вади, не можуть вважатися підставами для будь-яких обмежень чи пільг за цими ознаками.
У боротьбі з проявами расизму і нетерпимості в сучасному світі застосовують різні методи політкоректності.
- Підміна усталеної термінології. Наприклад, коли слово «негр» замінюють на «чорний, афро-американець, суб-сахарський африканець», «індіанець» на «корінний американець».
- Анулювання терміну «етнічність» у політичній площині, а також пов'язаного з ним комплексу питань, коли усе населення певної країни розглядається як єдина нація. Наприклад, французьке законодавство передбачає комплекс кримінальних й адміністративних покарань за недотримання такої концепції в сфері відносин між урядом і громадянами.
- Критика наукового дослідження рас. Проте саме існування «расової проблеми», ксенофобського несприйняття інших, з незвичними для певного соціуму антропометричними рисами, доводить можливість расової класифікації за «наочними» характеристиками навіть на побутовому рівні. Відхід від наукових досліджень предмета цієї гостросоціальної проблеми не допомагає її вирішенню, тим більше, розвінчанню побутових расових людиноненависницьких міфів. Такі міфи утворюються в суспільстві природним, еволюційно закріпленим шляхом. Тоді як расова терпимість — є новітнім продуктом гуманістичних ідей спільного соціального розвитку, відмовою від «боротьби за існування», «права сильного» на володіння й розподіл ресурсів.